# 메리앤 페이스풀
메리앤 에블린 게이브리얼 페이스풀(영어: Marianne Evelyn Gabriel Faithfull, 1946년 12월 29일~2025년 1월 30일)은 잉글랜드의 가수, 배우이다. 런던에서 태어났다. 어려서부터 수도원에서 교육을 받았으며, 노래를 매우 잘 불렀기 때문에 17살 때부터 가수로 활동하고 있다. 롤링 스톤스의 매니저로부터 인정받아 〈귀여운 새〉, 〈사랑의 하룻밤〉 등의 인기곡으로 일약 여성 스타가수의 지위를 확보하였다. 그녀의 대표적인 음반으로는 《요정의 노래》, 《영원의 노래》 등이 있다.
2025년 1월 30일 사망했다.

## 참고 문헌
- 이 문서에는 다음커뮤니케이션(현 카카오)에서 GFDL 또는 CC-SA 라이선스로 배포한 글로벌 세계대백과사전의 내용을 기초로 작성된 글이 포함되어 있습니다.